# Cassandre Evans
Cassandre Evans (27 december 2001) is een Belgische atlete, die gespecialiseerd is in de meerkamp. Ze werd tweemaal Belgisch kampioene.

## Loopbaan
Evans verbeterde in 2019 het Belgisch record tienkamp tot 6577 punten. In 2020 werd ze voor het eerst Belgisch kampioene in het speerwerpen.
Club
Evans is aangesloten bij Huy Athletic Club en bij het Franse US Talence.

## Belgische kampioenschappen
Outdoor
| Onderdeel   | Jaar |
| ----------- | ---- |
| speerwerpen | 2020 |

Indoor
| Onderdeel   | Jaar |
| ----------- | ---- |
| kogelstoten | 2021 |

## Persoonlijke records
Outdoor
| Onderdeel    | Prestatie | Wind     | Datum            | Plaats     |
| ------------ | --------- | -------- | ---------------- | ---------- |
| 200 m        | 25,63 s   | 0,0 m/s  | 11 mei 2019      | Schaarbeek |
| 800 m        | 2.32,72   |          | 12 mei 2019      | Schaarbeek |
| 100 m horden | 14,52 s   | -0,4 m/s | 17 augustus 2019 | Brugge     |
| hoogspringen | 1,61 m    |          | 11 mei 2019      | Schaarbeek |
| verspringen  | 6,01 m    | +1,4 m/s | 29 juni 2019     | Lebbeke    |
| kogelstoten  | 11,38 m   |          | 17 augustus 2019 | Brugge     |
| speerwerpen  | 44,56 m   |          | 30 mei 2019      | Nijvel     |
| zevenkamp    | 5191 p    |          | 1 en 2 juni 2019 | Talence    |

Indoor
| Onderdeel    | Prestatie | Datum           | Plaats           |
| ------------ | --------- | --------------- | ---------------- |
| 800 m        | 2.33,60   | 3 februari 2019 | Gent             |
| 60 m horden  | 8,86 s    | 26 januari 2019 | Gent             |
| hoogspringen | 1,61 m    | 3 februari 2019 | Gent             |
| verspringen  | 6,06 m    | 3 februari 2019 | Gent             |
| kogelstoten  | 11,69 m   | 4 januari 2020  | Louvain-la-Neuve |
| vijfkamp     | 3780 p    | 3 februari 2019 | Gent             |

## Palmares

### 60 m
- 2021:  BK indoor AC – 7,90 s

### verspringen
- 2019:  BK indoor AC – 5,93 m
- 2019:  BK AC – 5,81 m

### speerwerpen
- 2020:  BK AC – 44,24 m
- 2021:  BK AC – 43,17 m
- 2023:  BK AC – 43,27 m

### kogelstoten
- 2021:  BK indoor AC – 12,72 m